# Phloeodes latipennis
Phloeodes latipennis là một loài bọ cánh cứng trong họ Zopheridae. Loài này được Casey miêu tả khoa học năm 1907.